# Монастырь Хайлигенграбе
Монастырь в Хайлигенграбе (нем. Kloster Stift zum Heiligengrabe); нем. Heiligengrabe — букв. Святая могила то есть Гроб Господень) — протестантский (бывший католический) женский монастырь, расположенный на территории коммуны Хайлигенграбе земли Бранденбург. Монастырь считается наиболее полно сохранившимся в Бранденбурге и с 1998 года является памятником архитектуры общенационального значения.

## История

### XIII—XVIII века
Монастырь был основан в 1287 году маркграфом Бранденбурга Оттоном IV недалеко от деревни Тегов (нем. Thegow). Через два года в него переселились двенадцать монахинь из цистерцианского монастыря в Клостер-Нойендорфе в Альтмарк. В 1317 году впервые упоминается существование часовни Гроба Господня (Heiligen Grabes, также известная как часовня на крови) — архитектурной копии Гроба Господня в Иерусалиме, с которой связана антисемитская легенда XVI века об основании монастыря. Согласно этой легенде, один еврей украл из церкви гостию и закопал её неподалеку под виселицей. Однако гостия кровоточила и попала на руки вора, в результате чего он был пойман и казнён. Место захоронения гостии вскоре стало чудотворным и на её месте возник монастырь. Распространение легенды в начале XVI века преследовало хозяйственные цели монастыря, который после перестройки в 1512 году в стиле поздней готики часовни Гроба Господня стремился стать новым центром паломничества в Бранденбурге, наравне с Альт-Крюссов и Бад-Вильснак.
В начале XVI века в монастыре проживало около 180 человек, в том числе 70 цистерцианцев вместе с игуменьей, а церковные земли занимали 65 000 акров между Витштоком и Прицвальком. Монастырь был полностью обеспечен зерном, мясом и рыбой, а также собиралась десятина с 17 деревень. В 1539 году курфюрст Иоахим II начал проводить в Бранденбурге Реформацию, однако монахини во главе с аббатисой Анной фон Китцов и приорессой Элизабет фон Альвенслебен отказались принять новое учение и покинули монастырь. Через год они вернулись, но процветание монастыря подошло к концу. При поддержке епископа Хафельбергского Буссо X монастырь продолжал бороться против Реформации. Только в 1549 году, спустя год после кончины епископа, монастырь был преобразован в евангельскую женскую общину. В 1552 году был назначен монастырский староста, отвечавший за экономическое развитие общины.
Монастырские здания пострадали от пожара во время Тридцатилетней войны, из-за чего они были заброшены с 1636 по 1648 год. Затем, под руководством аббатисы Анны фон Татенов, ставшей к тому времени именоваться доминой, община была вновь открыта и функционировала преимущественно как заведение для девиц буржуазного сословия, которые могли там получить всестороннее для того времени образование. В 1740 году во время правления короля Фридриха II община вновь стала женским монастырём, а настоятельница вместо домины стала вновь называться аббатисой.

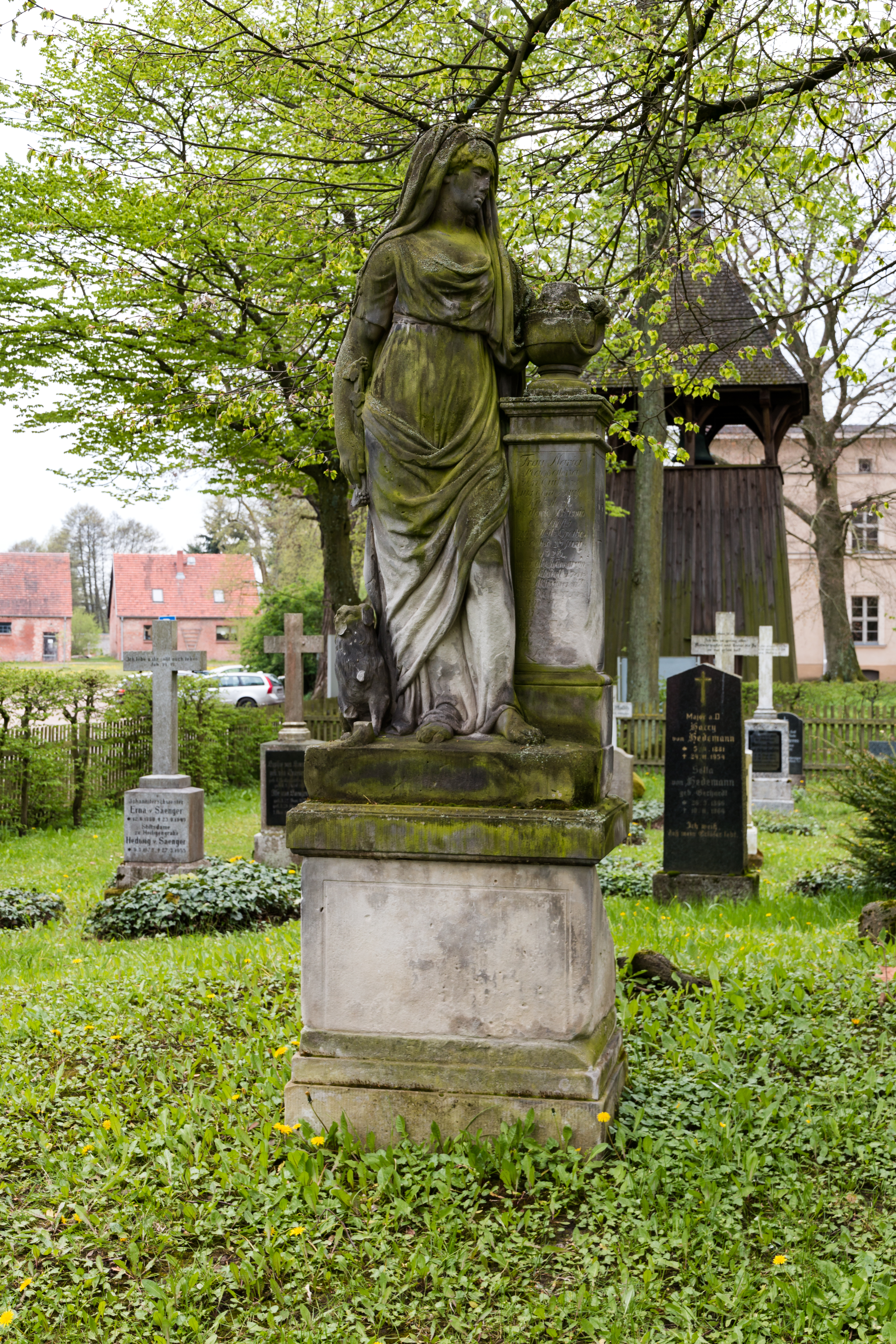
Могила Анны фон Китцов
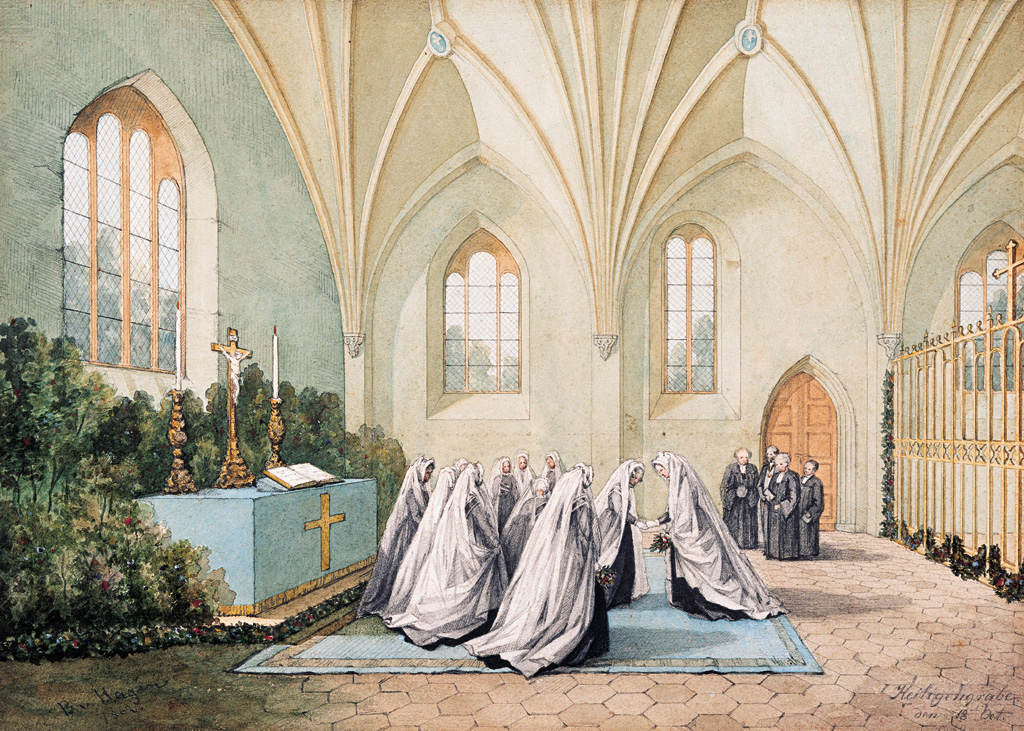
Канониссы в часовне Гроба Господня
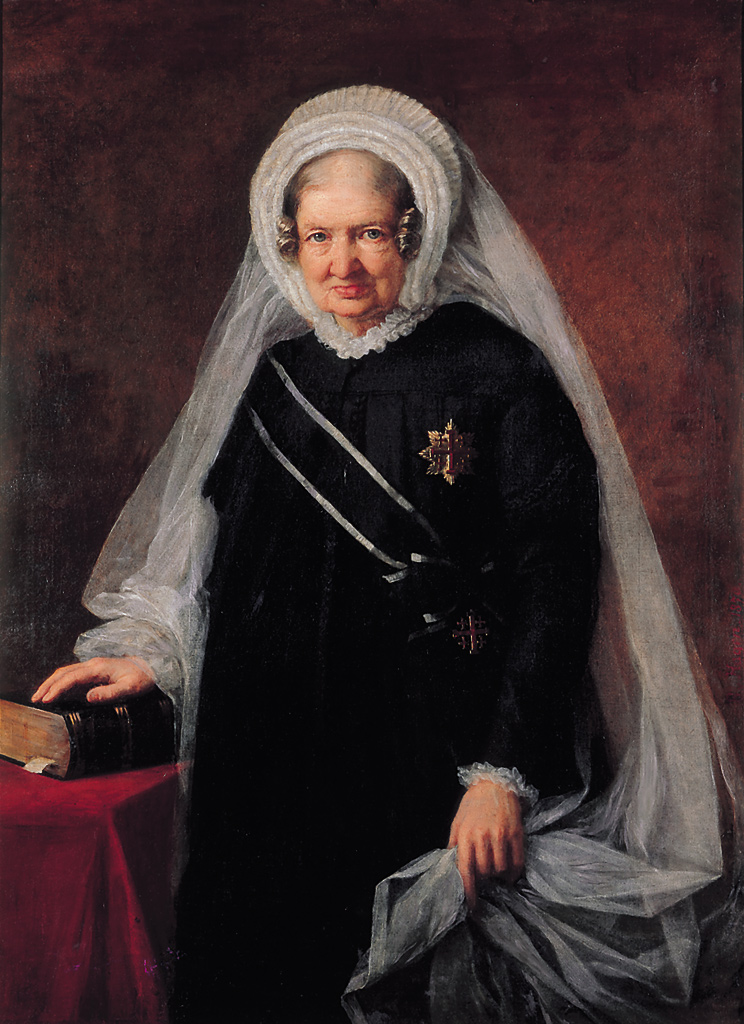
Луиза фон Ширштедт

### XIX век
В 1811 году после начала реформ Штейна-Гарденберга, положивших конец крепостному праву в Пруссии, монастырь потерял большую часть своих владений и влияния. Однако юрисдикция монастыря была сохранена, и на оставшихся монастырских территориях до 1849 года продолжал действовать вотчинный суд, полномочия которого впоследствии перешли к окружному суду Витштока. В 1838 году был проведён комплексный ремонт дома аббатисы и часовни Гроба Господня, которая со времён Реформации использовалась как зернохранилище. В 1847 году аббатиса Луиза фон Ширштедт основала воспитательное учреждение для девочек из обедневших дворянских семей, а затем и приют для сирот. После того, как в 1853 году король Фридрих Вильгельм IV передал монастырь в управление Высшему евангелическому церковному совету, духовные аспекты и религиозные традиции снова вышли там на первый план. Забота о престарелых, больных, сиротах и бедняках стала неотъемлемой частью деятельности монастыря. В 1870 году у входа на территорию монастыря была построена отдельно стоящая деревянная колокольня.
С 1828 по 1918 год монастырь пожаловал титул почётной канонессы 80 девушкам, большинство из которых были представительницами прусского дворянства, чьи отцы были генералами, министрами или высшими государственными служащими. Присвоение титула также могло быть связано с дарованием звания королевской фрейлины. В число почётных канонисс монастыря входила Ульрика фон Леветцов, которой Иоганн Вольфганг фон Гёте посвятил свою «Мариенбадскую элегию» в 1823 году.
В 1899 году аббатисой монастыря, с подачи кайзера Вильгельма II, стала Адольфина фон Рор. При ней в 1904 году был произведён ремонт часовни Гроба Господня, а в 1909 году в южном крыле монастыря открыт краеведческий музей. Деятельность музея в 1920-е годы связана с палеонтологической находкой в Пригнице нового вида вымерших беспозвоночных xenusion auerswaldae, названных в честь директора музея Аннемари фон Ауэрсвальд.

### XX—XXI века

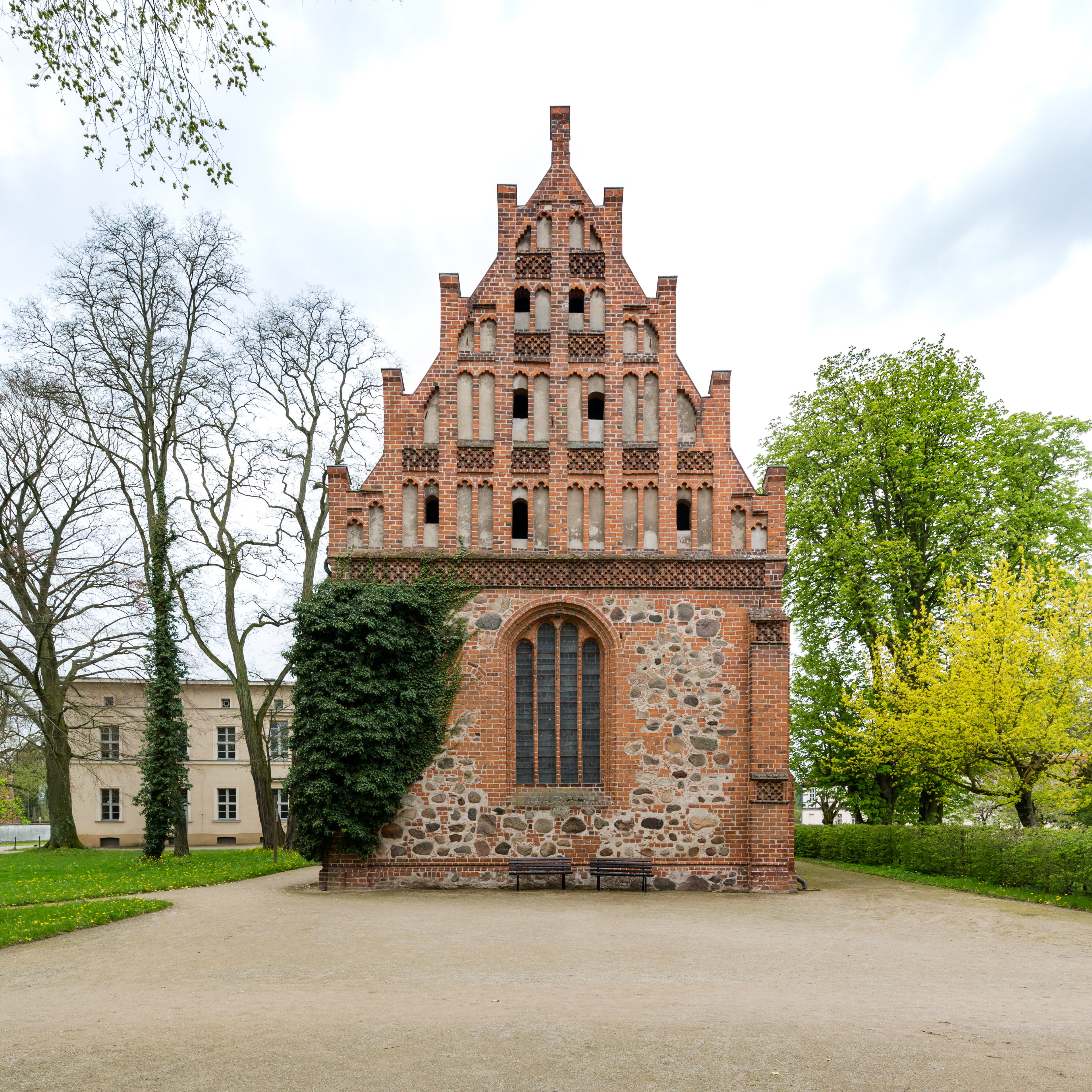
Часовня Гроба Господня

Подъём национал-социализма в Германии привел монастырь к конфликту с новыми властями, которые считали монастырское воспитательное учреждение для девочек, где преобладали дворянки, реакционным и пытались оказать влияние на содержание обучения. Благодаря связям аббатисы Элизабет фон Зальдерн в высших общественных и правительственных кругах удалось предотвратить закрытие школы и секуляризацию содержания обучения. К концу Второй мировой войны большинство воспитанниц покинули монастырь, чтобы вернуться в свои семьи. В конце апреля 1945 года аббатиса Армгард фон Альвенслебен и последние восемь учениц покинули монастырь и уехали в Западную Германию. Экспонаты из краеведческого музея монастыря были распределены по ближайшим региональным музеям.
После войны здания монастыря использовались советской армией, а в 1946 году туда переехали диаконисы сестричества Убежища мира из Верхней Силезии, которые взяли на себя заботу о сиротах, инвалидах и монахинях старшего возраста. В 1952 году аббатисой была назначена бывшая ученица монастыря Ингеборг-Мария Фрайин фон Вертерн, которая занимала эту должность последующие 43 года.
В 1996 году был основан новый евангелический монастырь, аббатисой которого в 2001 году стала Фридерика Рупрехт, занимавшая эту должность до 2015 года. В 1998 году началась реставрация и обновление всего монастырского комплекса, а в 2001 году на его территории вновь был открыт музей. В 2007 году в монастыре начала работу евангельская средняя школа для детей 7-10 классов, а в 2014 году открылась секция начального обучения, возродив тем самым многовековую образовательную традицию. В январе 2016 года управление монастыря перешло к Эрике Швейцер. В том же году Немецкий национальный комитет по охране памятников наградил аббатису премией за заботу о памятниках за их усилия по сохранению монастыря. С 2022 года одной из канонисс является бывший министр строительства и городского развития ФРГ Ирмгард Швецер. Организация мероприятий, конференций, ярмарок и концертов позволяет небольшой монастырской общине содержать комплекс.

## Архитектура
Самыми старыми постройками комплекса являются церковь и восточное крыло монастыря, где располагались монашеские комнаты и дом аббатисы. Монастырская церковь, построенная в цистерцианском стиле, представляет собой шестинефное здание с крестообразным сводом, завершающееся алтарём с тремя ланцетовидными окнами. Запрестольный образ, переданный в монастырь в 2004 году из церкви Святой Марии в Берлине, представляет собой Мадонну в образе Жены, облечённой в солнце в центре, и двумя апостолами на крыльях. На стенах алтаря размещаются несколько надгробных плит XVII—XVIII веков. В районе пяти западных пролётов изначально располагалась деревянная галерея монахинь, вероятно, с прямым выходом в западное крыло монастыря со спальнями, трапезной и кухней. После пожара XVII века на её месте была сооружена органная галерея. Орган был изготовлен в 1724—1726 годах Дэвидом Бауманом и имеет 14 регистров, два мануала и педаль. Также внутри находятся купель для крещения и неоготический амвон. Бо́льшая часть церкви сложена из кирпича с несколькими участками, выполненными из булыжника. Масверк и фриз из красного и чёрного глазурованного кирпича украшают готические ступенчатый щипец и стрельчатую арку.
Часовня Гроба Господня, освещённая в 1512 году, представляет собой однонефное, четырёхпролётное кирпичное здание со звездообразным сводом. Пятиярусный западный ступенчатый фронтон украшен ажурными декоративными фризами, которые чередуются с сочлененными тонкими колоннами, пространство между которыми выкрашено в белый цвет. Это архитектурное оформление послужило образцом для фронтона деревенской церкви в Вульферсдорфе в Восточном Пригнице-Руппине. Восточный и западный входы образуют стрельчатые арочные порталы с расположенными вверху четырёхчастными окнами. Интерьер выполнен в неоготическом стиле с росписями на восточной стороне, рассказывающими об основании монастыря и Реформации, хорами и органом 1983 года с шестью регистрами. Во время установки тёплых полов в 1986 году были обнаружены фрагменты часовни XIII века.

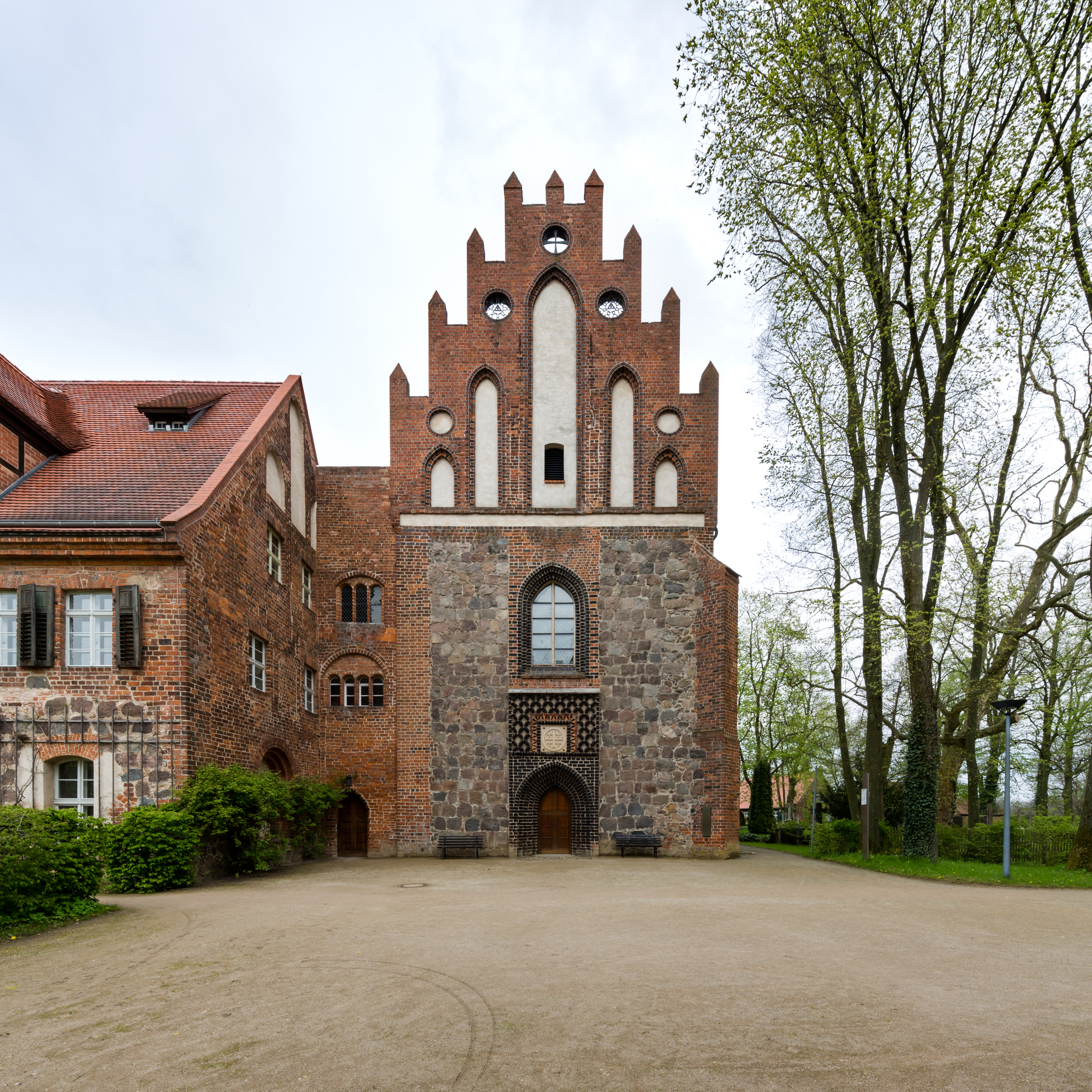
Монастырская церковь
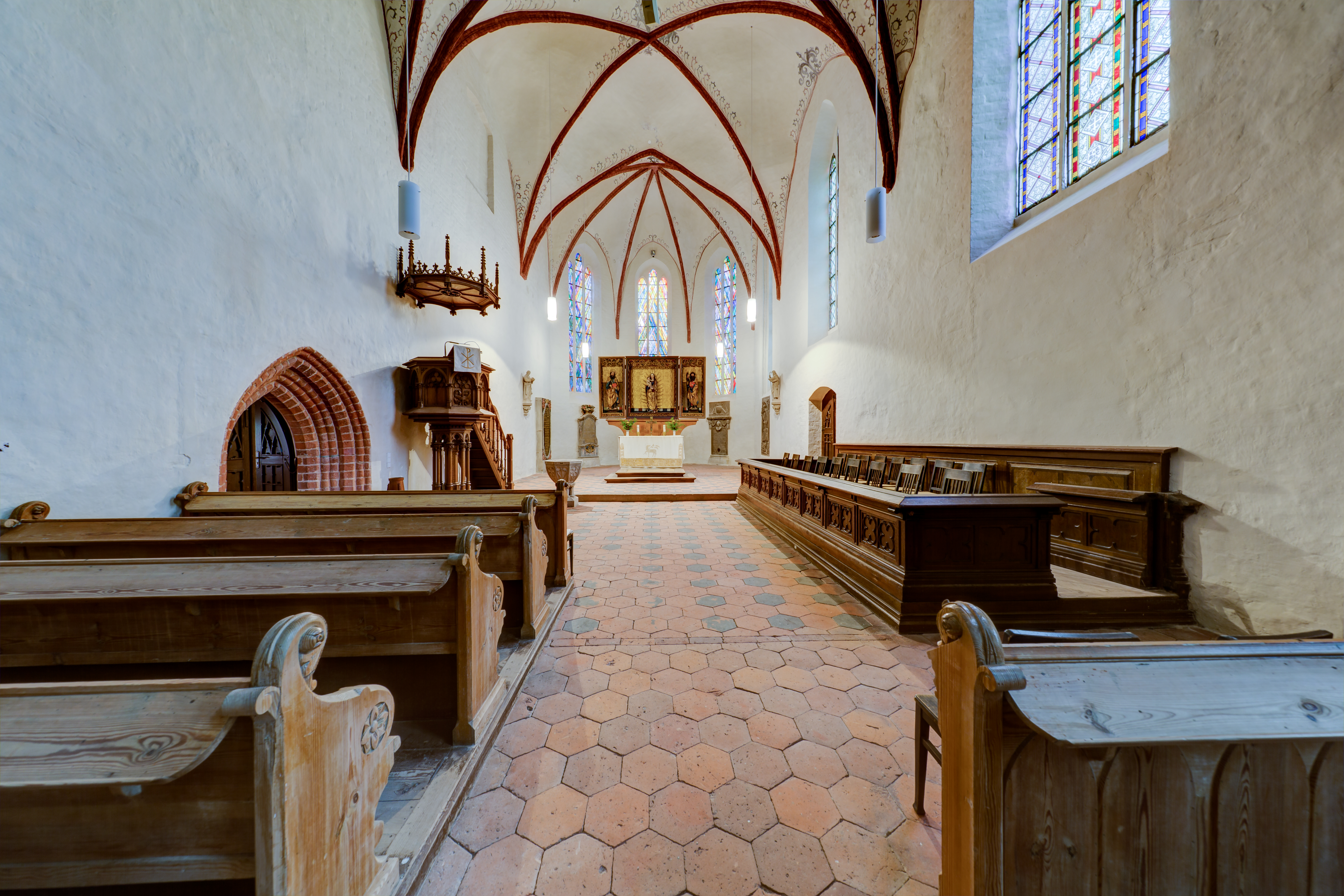
Интерьер церкви
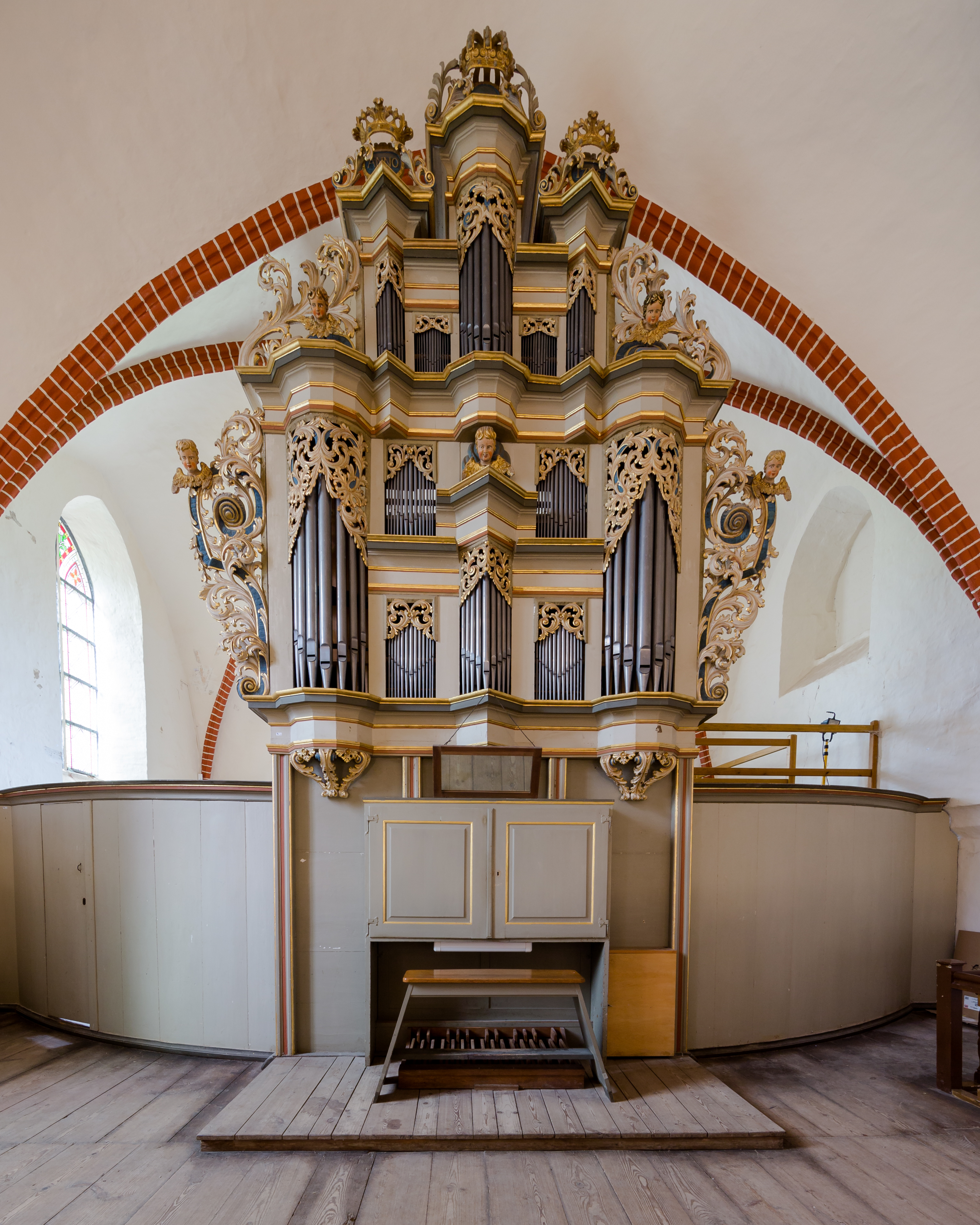
Церковный орган